# Közép-Amerika (USA)

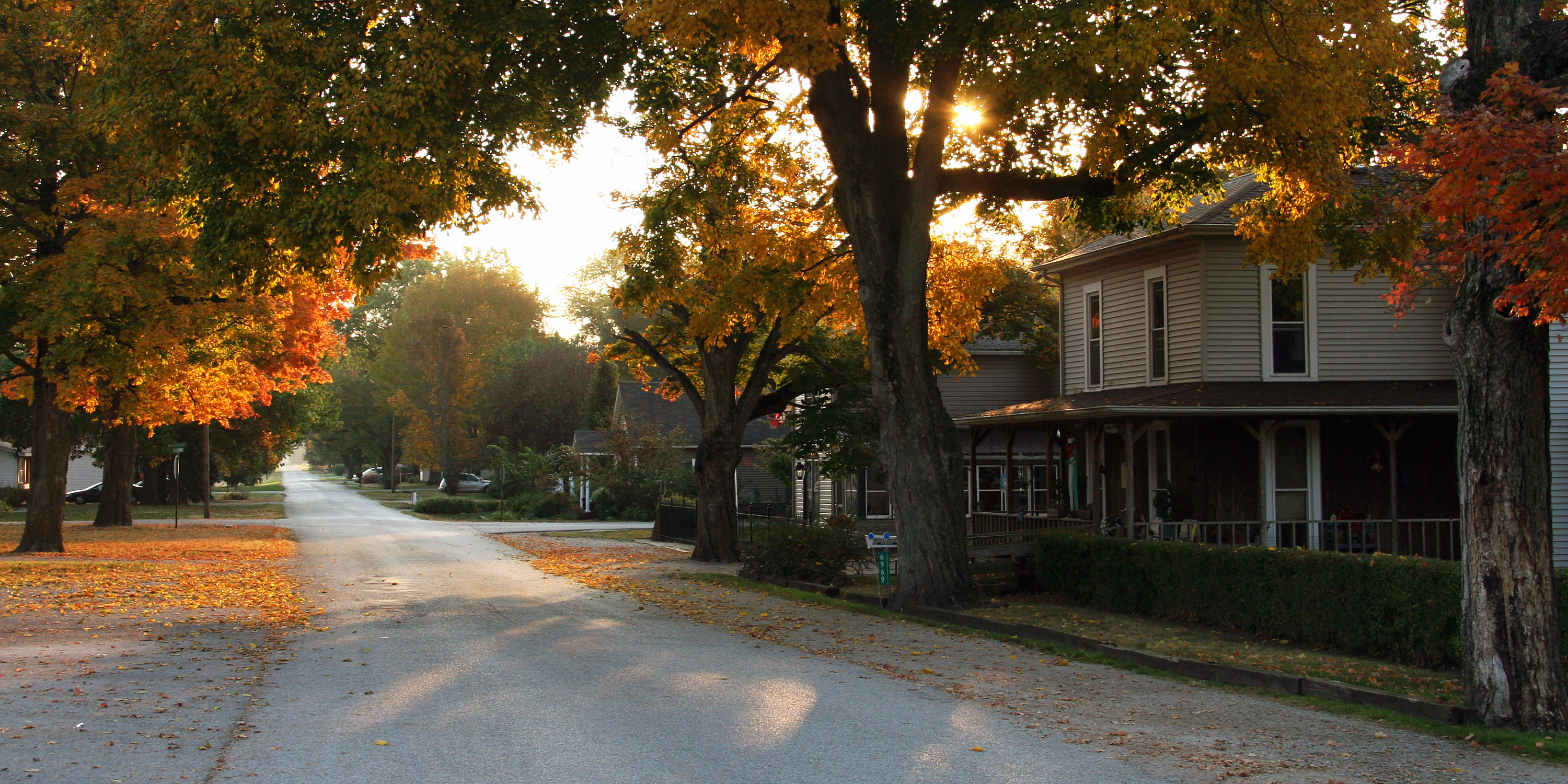
Egy utca West Point (Indiana) településen 2010 októberében

Közép-Amerika egy köznyelvi kifejezés az Amerikai Egyesült Államok szívére, különösen az Egyesült Államok kulturálisan külvárosi területeire, jellemzően az ország alsó középnyugati régiójára, amely Ohio, Indiana, Iowa, Nebraska, Kansas, Missouri és Illinois állam északi részeiből áll.
Közép-Amerika általában földrajzi és kulturális címkeként is használatos, és az Egyesült Államok középső részén fekvő kisvárosra vagy külvárosra utal, amely egyenlő távolságra van az ország legtöbb részétől, mérsékelt éghajlatú, ahol a legtöbb ember általános amerikai akcentussal beszél, középosztálybeli vagy felső középosztálybeli, evangélikus vagy fővonalbeli protestáns, és jellemzően európai amerikaiak, különösen angolszász protestáns, ulsteri skót vagy germán származásúak.

## Földrajzi címkeként

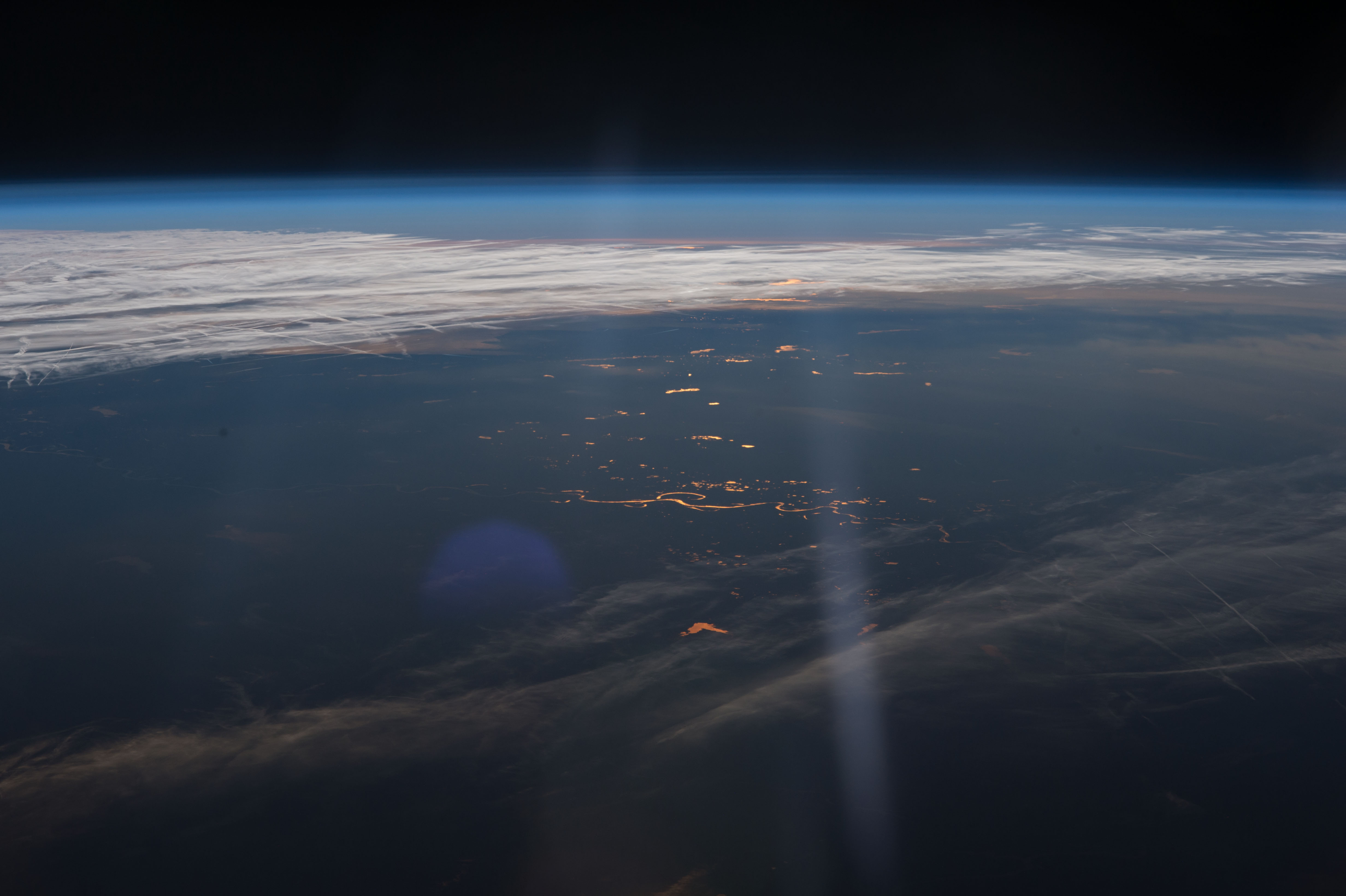
A Nemzetközi Űrállomáson Terry W. Virts által készített fotó: "Visszatekintés Közép-Amerikára szürkületkor" címmel

Földrajzilag a Közép-Amerika elnevezés az Egyesült Államok keleti partja (különösen északkelet) és a nyugati part közötti területre utal. A kifejezést egyes esetekben a tengerparti államok belterületi részeire is használták, különösen, ha azok vidéki területek. Alternatívaként a kifejezést az Egyesült Államok középső részének leírására is használják.

## Mint kulturális címke
Közép-Amerikát szembeállítják az ország kulturálisan progresszívebb, városias területeivel, különösen a keleti és nyugati partvidékkel. A Közép-Amerikára jellemzőnek tartott konzervatív értékeket (az amerikai politikában gyakran "családi értékeknek" nevezik) gyakran nevezik "közép-amerikai értékeknek".
Az olyan amerikai filmek, mint a Mindenütt nő és A bíró cselekményének középpontjában a nagyvárosi élet és egy tipikus "közép-amerikai" kisváros élete közötti ellentét áll; mindkettőben egy sikeres nagyvárosi karriert befutó főszereplő visszahúzódik régi szülővárosába. Hasonlóképpen, John Grisham A társ című regényének főhőse otthagyja jól fizető állását egy Wall Street-i óriás ügyvédi irodában, és ügyvéd apjával együtt megy dolgozni szülővárosába, a pennsylvaniai Yorkba. A "Közép-Amerika" és a nagyvárosi Amerika közötti ellentét nyilvánvaló a fiktív szuperhős, Superman életében - aki Superboyként az archetipikus Smallville-ben nőtt fel, majd felnőttként a szintén archetipikus Metropolisba költözött. Ron Kovic gyermekkorának ábrázolása a Született július negyedikén című film első részeiben szintén megfelel a "Közép-Amerikáról" alkotott kulturális elképzeléseknek (bár Kovic szülővárosa, Massapequa fizikailag Long Islanden található). Ugyanez vonatkozik Ayn Rand A kútfej című regényének azon epizódjára is, amely az ohiói Claytonban játszódik, és amely ezt a várost a "Közép-Amerika" archetípusaként ábrázolja, szöges ellentéteként a kozmopolita New York Citynek, ahol a regény cselekményének nagy része játszódik.
A közelmúltban a hagyományosan Közép-Amerikának tulajdonított demográfiai jellemzőkben diverzifikáció ment végbe. Különböző etnikai hátterű egyének és családok, köztük ázsiaiak és spanyolajkúak is, elkezdtek beköltözni különböző belső államok kisvárosaiban, többek között Oklahomában, Kansasban, Missouriban és Ohióban lakni, de nem kizárólagosan.

## Gazdaság

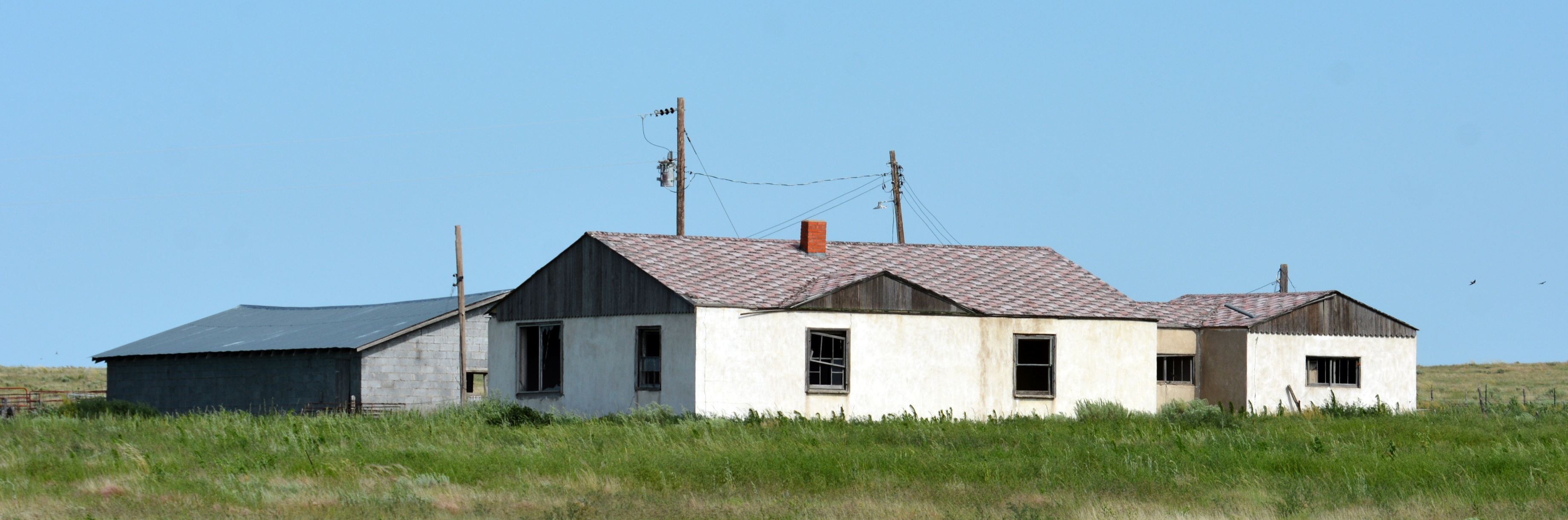
Egy elhagyott amerikai farm, 2015. június

Közép-Amerika gazdaságát történelmileg a mezőgazdasági munkások és az iparban dolgozók munkája támogatta. A lakásárak általában lényegesen kevésbé ingadoznak, mint a tengerpartokon, és a házak értéke lassabban növekszik, a 2000-es évek végi jelzáloghitel-válság ellenére.

## Politika
A közép-amerikai értékek kifejezés politikai közhely; a családi értékekhez hasonlóan a hagyományosabb vagy konzervatívabb politikára utal. Azonban az Egyesült Államokban szerte és újabban délen a nagyvárosi területek és a nagyobb egyetemi városok általában politikailag és társadalmilag progresszívek. Ilyen nagyvárosi területek például Kansas City, Missouri; Columbus, Ohio; Indianapolis, Indiana; és Minneapolis, Minnesota, a nagyobb egyetemi városok pedig Madison, Wisconsin; Champaign, Illinois; Bloomington, Indiana; Carbondale, Illinois; Lawrence, Kansas; Athens, Ohio; és Ann Arbor, Michigan. Ezen ellentétes tendenciákat tükrözve számos politikai csatatér állam található "Közép-Amerikában".
Annak ellenére, hogy valószínűleg apokrif történet, Lyndon Johnson elnöknek széles körben tulajdonítják azt a kijelentést, hogy "ha elvesztettem Cronkite-ot, elvesztettem Közép-Amerikát", miután 1968 februárjában megtekintette Walter Cronkite CBS Evening News riportját, amelyben kritikusan nyilatkozott a vietnami háború amerikai kilátásairól. Az idézetet gyakran idézik Johnson egy hónappal későbbi, 1968-as újraválasztását visszautasító szándékával kapcsolatban.